# Cei trei studenți
Cei trei studenți (în engleză The Adventure of the Three Students) este una dintre cele 56 povestiri scurte cu Sherlock Holmes ale lui Sir Arthur Conan Doyle și a noua povestire din volumul Întoarcerea lui Sherlock Holmes.
Povestirea a fost publicată în revista Strand Magazine din iunie 1904, cu ilustrații de Sidney Paget, și în revista Collier's Weekly din septembrie 1904, cu ilustrații de Frederic Dorr Steele, apoi în volumul "Întoarcerea lui Sherlock Holmes" (în engleză The Return of Sherlock Holmes) editat la 7 martie 1905 de George Newnes Ltd din Anglia. 

## Rezumat

### Misterul inițial

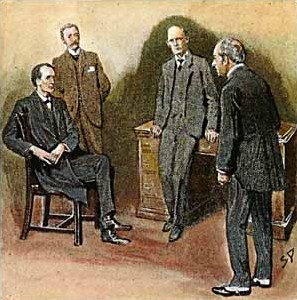
Holmes, Watson, Soames şi Bannister.

Sherlock Holmes se afla, împreună cu Watson, într-un mare oraș universitar nenumit (probabil Oxford sau Cambridge) atunci când domnul Hilton Soames, meditator și lector la Colegiul St. Luke, vine să-i expună o problemă urgentă. El urma să organizeze a doua zi un examen la greaca veche pentru obținerea unei burse de studii de o valoare destul de mare (bursa Fortescue). Pe la orele 15,00, Soames a primit de la tipografie șpalturile cu subiectele de la examen (o jumătate de capitol din Tucidide), pe care le-a citit cu atenție pentru a detecta eventuale erori, iar apoi pe la 16,30 le-a lăsat pe birou pentru a se duce să ia ceaiul la un prieten, închizând ușa biroului la plecare.
La întoarcere, după o absență de o oră și mai bine, el a găsit o cheie în yală. Intrând în cameră, el a văzut că cele trei foi cu subiecte nu se mai aflau la locul inițial, ceea ce demonstra faptul că ele fuseseră consultate de cineva deși trebuiau să rămână confidențiale. Cheia găsită în yală îi aparținea servitorului său, Bannister, care o uitase acolo din neglijență după ce fusese să-l vadă pe Soames în biroul său pentru a-l întreba pe acesta dacă dorea să i se servească o ceașcă de ceai, dar nu-l găsise înăuntru pe profesor. 
Soames se temea că un student a intrat în biroul său, profitând de neglijența lui Bannister, și a consultat foile cu subiectele pentru examenul de a doua zi, obținând astfel un avantaj asupra celorlalți studenți care concurau pentru bursa de studii. Cele trei foi au fost găsite împrăștiate prin cameră, una pe podea, o alta pe masa de lângă fereastră și o a treia se afla în continuare pe birou. Bannister jură că nu a atins documentele. După un moment de gândire, Holmes îi poate spune lui Soames, locul unde se afla fiecare document.
Soames îi afirmă lui Holmes și Watson că el are încredere deplină în servitorul său, iar acesta a fost atât de copleșit atunci când a aflat ce s-a întâmplat din vina lui. Bannister a avut nevoie să se așeze pe un scaun, deoarece era pe punctul de a leșina, iar Soames l-a lăsat acolo pentru a-și reveni în timp ce el însuși s-a dus pentru a-l căuta pe Sherlock Holmes. Dorința lui Soames este de a-l descoperi pe trișor și a-l opri să participe la examen, deoarece este vorba de o bursă considerabilă. 

### Rezolvare
Holmes și Watson pleacă împreună cu Soames pentru a examina camerele profesorului. Detectivul examinează de afară fereastra de la birou, ridicându-se pe vârfurile picioarelor pentru a privi înăuntru. Holmes a găsit alte indicii în biroul profesorului: așchii de creion, o mină ruptă de creion, o tăietură nouă pe suprafața biroului său de aproximativ trei inci (7,5 cm) lungime și un mic bob piramidal de lut negru amestecat cu rumeguș, tot pe birou. El nu a găsit nici o urmă de pași sau alte dovezi fizice.
Conform raționamentului detectivului, trișorul a intrat în camera profesorului când a văzut cheia în yală. El a luat prima foaie și a copiat-o aruncând-o apoi pe podea, apoi a trecut la următoarea pagină. A ales masa de la fereastră pentru că de acolo putea să-l facă pe profesor traversând curtea. A scris în grabă, rupând mina de la creion, apoi l-a ascuțit din nou. Profesorul a venit însă pe o ușă laterală, iar trișorul nu a avut timp suficient să pună foile la loc și abia a reușit să fugă din cameră.
Holmes examinează bobul de lut și acordă o atenție deosebită tăieturii de pe birou. Apoi se deplasează în camera alăturată unde se află dormitorul profesorului. Examinând acea cameră, Holmes găsește un alt bob piramidal de lut, ceea ce-l face să deducă faptul că trișorul, auzindu-l pe profesor venind, s-a ascuns după perdeaua din dormitorul lui Soames. El ar fi fost în dormitor tot timpul cât Soames l-ar fi chestionat pe Bannister.
În clădire locuiau doar trei studenți care urmau să participe la examen, fiecare dintre ei locuind la etaje diferite, deasupra camerelor profesorului. Fiecare din cei trei studenți treceau spre camerele lor prin fața ușii profesorului și puteau vedea cheia uitată în yală. În plus, Daulat Ras, unul dintre cei trei studenți, fusese pentru a-l vedea pe Soames, în timp ce șpalturile se aflau pe biroul lui, dar profesorul își amintește că foile erau rulate și nu ar fi fost recunoscute probabil. La cererea lui Holmes, Soames oferă o scurtă descriere a fiecăruia dintre cei trei studenți. Primul, Gilchrist, este un tânăr atlet (el joacă în echipa de rugby și de cricket a colegiului și concurează și la probele de alergări și de săritură în lungime) și foarte studios, spre deosebire de tatăl său, Sir Jabez Gilchrist, care și-a risipit averea la cursele de cai; al doilea, Daulat Ras (student indian), este descris ca fiind liniștit și metodic, iar cel de-al treia este Miles McLaren, un tânăr talentat, dar destul de destrăbălat și pasionat de jocurile de noroc.
Holmes îl chestionează pe Bannister și este interesat de faptul că servitorul se așezase pe cel mai îndepărtat scaun, cel de lângă fereastră, atunci când i se făcuse rău. De asemenea, Bannister îi spune că el a ieșit din cameră la câteva minute după plecarea profesorului și a închis cu cheia ușa camerei. Servitorul afirmă cel nu are niciun suspect.
Holmes decide să-i viziteze pe cei trei studenți în camerele lor: primii doi (Gilchrist și Ras) se arată a fi foarte amabili. Detectivul pune la cale un șiretlic care-l face să ceară să i se împrumute un creion și un cuțit pentru a-și ascuți propriul creion. El nu descoperă acolo niciun indiciu care să se potrivească cu dovezile găsite în camera lui Soames. Cel de-al treilea student, Miles McLaren, refuză să deschidă ușa și nu-i lasă înăuntru; el se dovedește nepoliticos. În mod curios, Holmes îl întreabă pe Soames ce înălțime are McLaren. Profesorul afirmă că înălțimea lui McLaren este de aproximativ 5,60 picioare (1,65 m), fiind mai înalt decât Ras, dar mai scund decât Gilchrist, care este foarte înalt, fiind un atlet și săritor în lungime. Holmes a dedus o mare parte din mister.

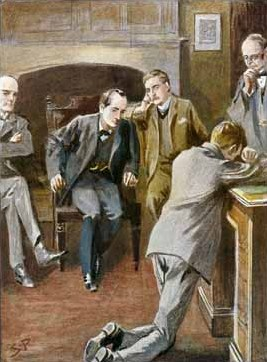
Gilchrist, mărturisindu-şi fapta.

În dimineața următoare, ziua examenului, Holmes îl surprinde pe Watson arătându-i o a treia piramidă de noroi, identică cu celelalte două, pe care o găsise în incursiunea făcută în zorii zilei. El îi spune că știe totul. Cei doi vin în apartamentul profesorului și se constituie într-o curte marțială neoficială. Primul intervievat este Bannister căruia i se cere să spună adevărul. Acesta continuă să nege că ar ști mai mult decât a spus și insistă că nu a ascuns pe nimeni. Holmes îl acuză că s-a așezat pe scaunul de lângă fereastră pentru a ascunde un obiect uitat de persoana care a fost în cameră, iar în momentul în care Soames s-a dus pentru a-i aduce un pic de coniac el i-a permis omului care se ascunde în dormitor să fugă din apartamentul profesorului. Servitorul continuă să nege.
Detectivul îl trimite pe profesor pentru a-l aduce în cameră pe tânărul Gilchrist și-l întreabă cum de a putut săvârși o astfel de faptă ca cea de ieri. Tânărul se uită la Bannister, care se disculpă spunând că el nu a zis nimic și confirmând bănuielile lui Holmes. Gilchrist, surprins, cade în genunchi lângă masă și-și îngroapă capul în palme, izbucnind în suspine.
Holmes dezvăluie cum a descoperit adevărul. El a exclus posibilitatea ca cineva să fi intrat din întâmplare în cameră tocmai în ziua când hârtiile se aflau pe masă și a afirmat că cel care a intrat în cameră știa precis că hârtiile sunt acolo. Când detectivul s-a uitat la fereastră din afară, abia a putut să vadă ce se afla în cameră, deși el are o înălțime de 1,80 m. Prin urmare, a dedus că persoana care a văzut hârtiile pe masă din exterior, trebuia să fie destul de înaltă. Principalul bănuit a fost Gilchrist care era cel mai înalt și singurul care putea să vadă prin fereastră ce se afla în cameră.
El declară cum s-au petrecut faptele. Tânărul Gilchrist a venit în seara trecută de pe terenul de atletism, unde se antrenase la săritura în lungime. El a venit cu pantofii de atletism, care erau prevăzuți cu crampoane, și a văzut pe geam șpalturile de pe masă. Trecând pe lângă ușa profesorului, a văzut cheia în yală și a intrat în cameră. El a cedat în fața ispitei, și-a pus mănușile pe scaunul de lângă fereastră și pantofii cu crampoane pe birou și a început să copieze hârtiile. Profesorul a venit pe o altă ușă, iar tânărul nu a reușit să mai fugă; el și-a smuls pantofii de pe birou, provocând o zgârietură și s-a adăpostit în dormitor. A uitat de mănuși, dar Bannister le-a recunoscut și s-a așezat pe acel scaun tocmai pentru a le ascunde. Detectivul se deplasase în acea dimineață pe terenul de atletism și descoperise că argila neagră era folosită la groapa pentru sărituri în lungime, ea fiind identică cea găsită în camera și dormitorul lui Soames.   
Gilchrist prezintă o scrisoare redactată în acea dimineață, după ce toată noaptea fusese chinuit de remușcări. În acea scrisoare, el anunța că renunță să mai participe la examen și că va pleca în Africa de Sud, unde i se oferise un post în poliția rhodesiană. El afirmă că Bannister (care fusese majordom în casa lui Sir Jabez Gilchrist) a fost cel care l-a adus pe calea cea dreaptă, spunându-i că nu este corect să profite de avantajul dobândit asupra celorlalți studenți.
Soames acceptă în cele din urmă plecarea lui Gilchrist, iar reputația colegiului este păstrată, această întâmplare nefiind dezvăluită nimănui.

## Personaje
- Sherlock Holmes
- doctorul Watson
- Hilton Soames - lector de greaca veche la Colegiul St. Luke
- Bannister - servitorul profesorului
- Gilchrist - student, fiul lui Sir Jabez Gilchrist
- Daulat Ras - student indian
- Miles McLaren - student scandalagiu

## Adaptări
Această povestire a servit ca sursă de inspirație pentru al 32-lea film cu Sherlock Holmes (filmat în 1923) din seria de filme mute cu Eille Norwood.

## Traduceri în limba română
- O întîmplare cu trei studenți - în volumul "Coama leului" (Ed. Tineretului, București, 1966) - traducere de Andrei Bantaș
- O întîmplare cu trei studenți - în volumul "Coama leului" (Casa Editorială Odeon, București, 1991) - traducere de Andrei Bantaș
- Cei trei studenți - în volumul "Aventurile lui Sherlock Holmes. Vol. III" (Colecția Adevărul, București, 2010) - traducere de Silvia Stan
- Cei trei studenți - în volumul "Aventurile lui Sherlock Holmes. Vol. III" (Colecția Adevărul, București, 2011) - traducere de Silvia Stan